# 邻里咖啡店

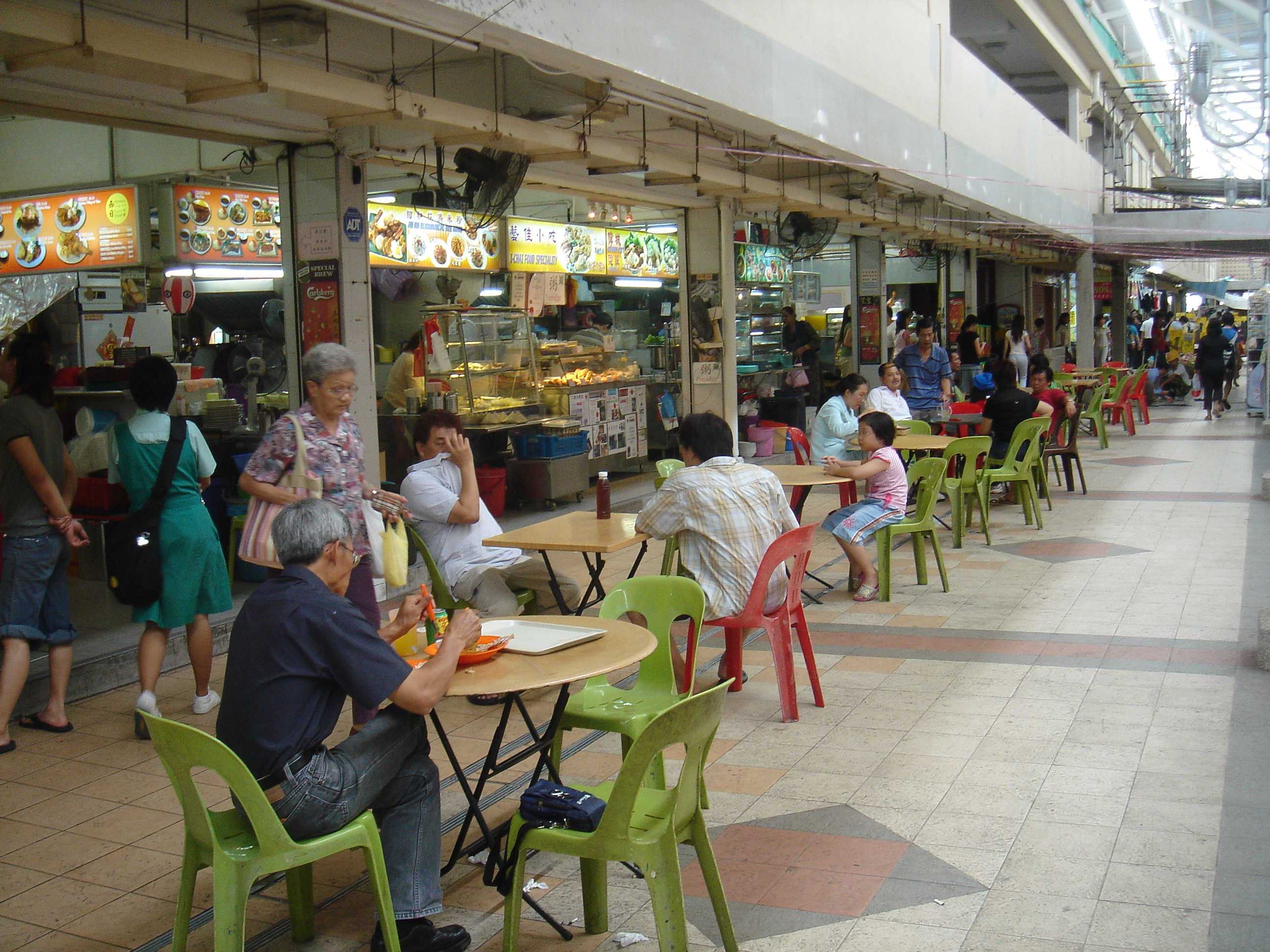
在新加坡随处可见的开放式传统咖啡店

邻里咖啡店或传统咖啡店是一种结合传统早餐和咖啡店的东南亚流行饮食文化，一词是结合马来语中的咖啡（kopi）和福建话中的店（白話字：tiàm）而成的混合词。典型的食物包括有：各种烹调方式的鸡蛋、烘烤面包和咖吔，搭配咖啡、茶、美禄或凉茶等饮料。
“邻里”是新加坡居住环境的用语，在马来西亚则称为“传统咖啡店”，两地都惯用口语称之为。

## 邻里咖啡店
在新加坡，邻里咖啡店主要分布在各大小组屋邻里以及郊外的工业区或商业区，规模多半是以几个小档口或店铺为主，又或者是一个怀旧的食阁，多数的档口呈现出相似的风格。
典型的邻里咖啡店是由业主负责饮料和传统早餐的经营，店面多余的空间则以出租方式召徠美食档口经营，来自不同族群的传统美食使来自不同种族背景的人可以聚集在一起同檯用饭。
在此，邻里咖啡店也等同于小販中心和食阁。一些较常在邻里咖啡店见到的食品包括多士、炒粿条、福建麵、海南鸡饭以及椰漿饭等。

## 传统咖啡店
在马来西亚，同类型的咖啡店也同样随处可见，但是和邻里咖啡店相比还是有几分差异的：
- 通常是专指由华人经营的“传统咖啡店”，且不叫做“邻里咖啡店”，而直接称为“咖啡店”；
- 咖啡店内售买的食品主要是以华人食品为主，如：雲吞麵、豬肉粉、海南雞飯、魚頭米粉、豬肉丸粉、雞絲河粉、杂饭、炒粿条、烤面包等，顾客群主要也针对华人；
- 菜单通常不似在新加坡那般提供统一规范的信息；
- 咖啡店和小販中心或食阁有明确的分别。

## 摩登咖啡馆
近年来，在城市地区开始出现一些“现代式的传统咖啡店”，主要是随着城市人口开始富裕，同时对怀旧的需求而开始如雨后春笋般涌现。摩登咖啡馆主要是以快餐店的经营方式，加上怀旧的装璜、舒适的环境，再配合创新的饮食菜单，通常设立在时尚的购物商场内，以青少年为主要消费群。
相比起西方咖啡文化的代表如星巴克（Starbucks）和香啡缤（The Coffee Bean & Tea Leaf）或者以传统文化咖啡为主的咖啡馆旧街场白咖啡()，这类经营方式更提供了本土的风格和更实惠的价格。
为了提供真正的传统咖啡店风味，像旧街场白咖啡（Oldtown White Coffee）的摩登咖啡馆也供应正宗的咖啡冲泡、炭火烧烤面包和咖吔，并且提供早午晚三餐的服务。为了打入庞大的穆斯林市场，这些咖啡店通常选用清真食品，而不同于传统咖啡店以华人客群为主。

## 术语

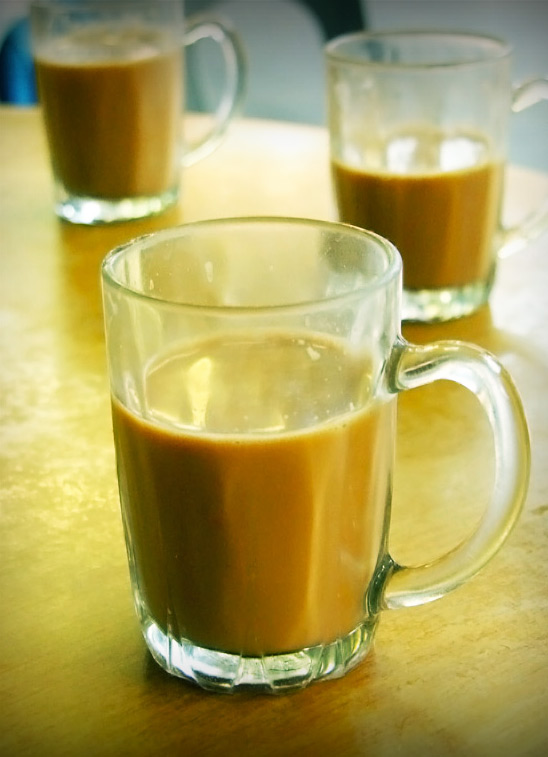
新加坡式的姜茶（Tea Halia）

在咖啡店内的点购饮料用语极有地方特色，混合各种不同的語言。
- Kopi－咖啡，要加炼奶
- Teh－奶茶，要加炼奶
- Milo－美禄，要加炼奶
- Nescafe－雀巢咖啡
- White Coffee - 旧街场白咖啡
- O－福建话“黑”的意思，又写做“乌”，要加糖不要加炼奶
- C－海南话“新鲜”的意思，又写做“稀”，要加淡奶不要加炼奶
- Siew Dai－福州话“少甜”的意思，广东话称为“Siew Tim”
- Ka Dai－福州话“加甜”的意思，广东话称为“Ka Tim”
- Po－福建话“薄”的意思，要淡薄的味道
- Gau－福建话“厚”的意思，要浓厚的味道
- Peng－福建话“冰”的意思，要加冰块，吉隆坡广东话称为“雪”（Syu）、马来话称为“Ais”
- Kosong－马来话“没有”的意思，不要加糖
- Tarik－马来话“拉”的意思，要拉出泡沫的奶茶、美禄或雀巢咖啡
- Halia－马来话“姜”的意思，Teh Halia 就是指姜茶
- Limau－马来话“酸柑”的意思，Teh Limau 就是指柠茶
- Cham－福建话“参”的意思，混合“咖啡”和“奶茶”的饮料
- Yun Yeung－广东话“鸳鸯”的意思，同“Cham”
- Tong Cha－广东话“唐茶”的意思，吉隆坡广东话称为“雪茶”（唐茶，加冰块）或“热茶”（唐茶，不加冰块）
- Yum Cha / Yim Teh－广东话、福建话“饮茶”的意思，通常是指“来一壶中国茶”，称为“Tiao Her”（钓鱼）
- Tat Kiu / Tut Kiu－福建话“打球”、“踢球”的意思，就是指美禄包装的图案

上述的用语可以混合使用，点购一杯“Kopi O Peng Gau Ka Dai”的话，就是指“咖啡、加糖不加炼奶、味道要浓厚、加甜、加冰块”。

## 咖啡店闲谈
“咖啡店闲谈”是指退休的年长者或在咖啡店的工作人士聚集在咖啡店里闲话家常，谈论内容多半关于時事新闻、国家政治和办公室政治，或者是各种生活相关的景象，如电视剧和饮食等，当中以年长男性为主要群体。